# Observatório de Kleť

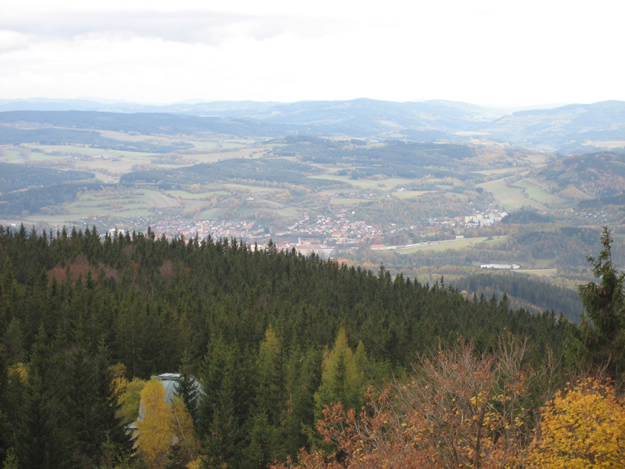
Topo do Monte Kleť, com o observatório visível à esquerda

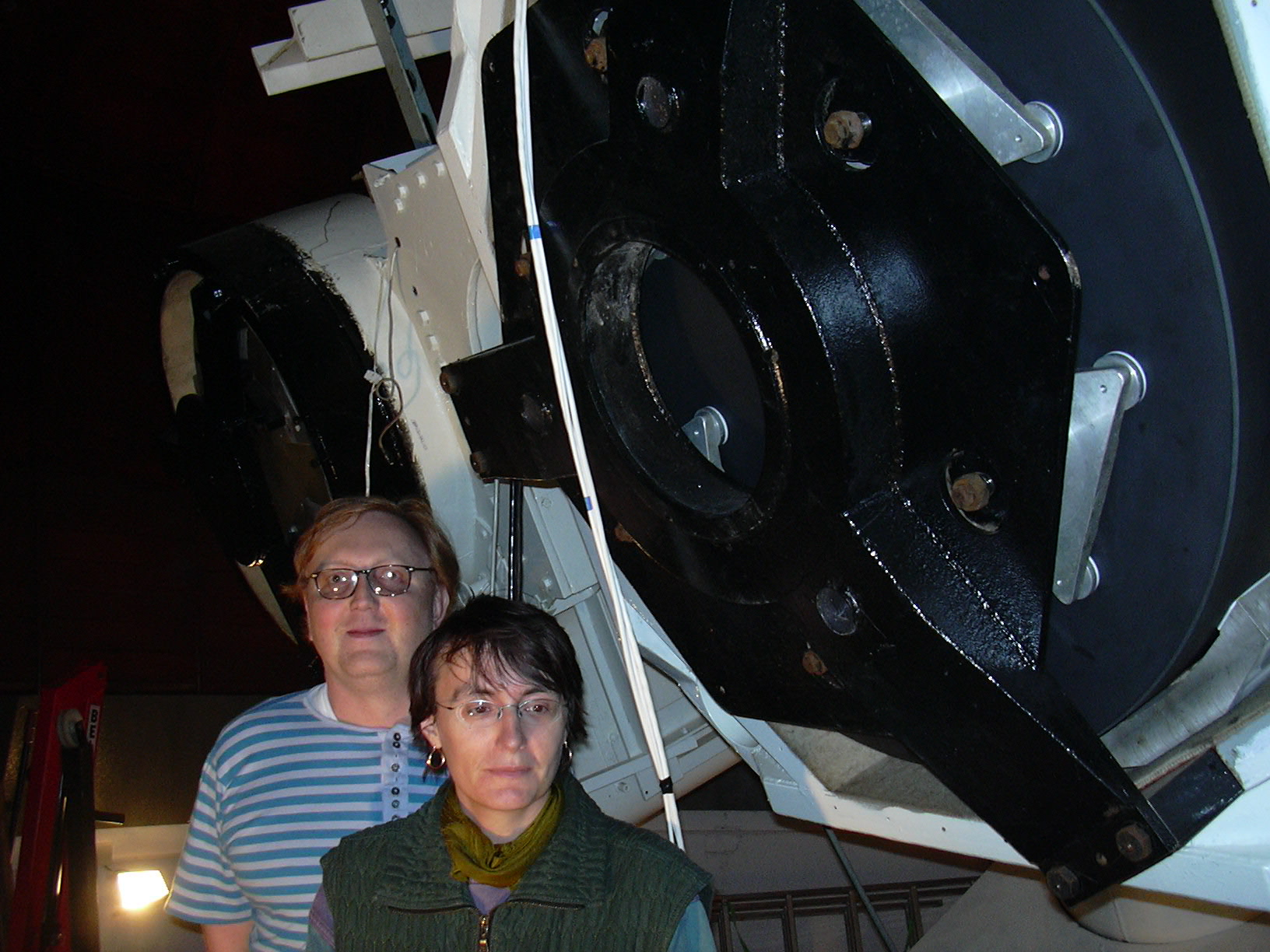
Os astrônomos Jana Tichá e Miloš Tichý, junto ao telescópio KLENOT

O Observatório de Kleť (Hvězdárna Kleť) é um observatório astronômico na República Tcheca, situado na Boêmia do Sul, ao sul do topo do monte Kleť, próximo à cidade de České Budějovice. Construído em 1957, o observatório situa-se a uma altitude de 1070 m, contando com cerca de 150 noites claras ao ano.

## Astrônomos
O astrônomo Antonín Mrkos trabalhou no observatório entre 1966 e 1911. Atualmente, os dois principais astrônomos que trabalham no observatório são Jana Tichá e seu marido Miloš Tichý.

## Instrumentos
O observatório conta com dois telescópios principais:
O Telescópio de 1,06 m KLENOT (desde 2002);
O refrator f/5.2, de 0,57 m (desde 1993).

## Asteroides
O asteroide 5583 Braunerova foi descoberto por Mrkos no observatorio em 1989, seguido pelo asteroide 7796 Járacimrman, que foi redescoberto por Zdeněk Moravec em 16 de janeiro de 1996. 7796 Járacimrman era um "asteroide perdido" que tinha sido anteriormente observado em duas ocasiões: no Observatório Astronômico de Brera, no norte da Itália, em 12 de dezembro de 1973, e no Observatório de Siding Spring na Austrália, em 8 e 9 de julho de 1990.